# SN 1986G
초신성 1986G(SN 1986G)는 센타우루스자리 A 은하에서 발견된 첫 번째의 초신성이다. 1986년 5월 3일 로버트 에번스가 발견하였다. 초신성 폭발이 일어나 밝기가 +13.23까지 올라갔다가 점차 어두워졌다.

## 같이 보기
- 센타우루스자리 A